# IC 5106
IC 5106 est une galaxie lenticulaire barrée située dans la constellation du Paon. Sa vitesse par rapport au fond diffus cosmologique est de 3 791 ± 26 km/s, ce qui correspond à une distance de Hubble de 55,9 ± 4,0 Mpc (∼182 millions d'al). Cette galaxie a été découverte par l'astronome américain DeLisle Stewart en 1900.

## Groupe de NGC 7123
Selon A. M. Garcia, IC 5096 est fait partie du groupe de NGC 7123. Ce groupe de galaxies renferme au moins quatre membres. Les trois autres galaxies du groupe sont NGC 7123, IC 5116 et ESO 75-28.